# Антон Амадео де Варкоњи
Антот Амадео де Варкоњи (мађ. Antal Amade de Várkony; Габчиково, 25. новембар 1760 — Маркалто, 1. јануар 1835) је био мађарски гроф и велики жупан загребачки.
Године 1797. основао је прво загребачко јавно позориште под називом Амадеов театар и водио га до затварања 1834. године. Амадеов театар налазио се у некадашњој Блатној и Казалишној, а данас Деметровој улици, у згради у којој се налази Хрватски природословни музеј, и у којој се од 2000. године лети одржава Клупска позоришно-музичка Сцена Амадео. Након затварања Амадеовог театра, гроф Амаде повлачи се на своје поседе у Мађарску.